# Candiles (álbum)
Candiles es el segundo álbum de estudio de la banda argentina de rock progresivo Aquelarre, editado en 1973.
Al igual que el primer LP, este disco fue grabado en los Estudios ION de Buenos Aires, y editado por el sello independiente Trova. El álbum fue compuesto y producido por Aquelarre. No está tan orientado al sonido "heavy - psicodélico" como el debut, sino más al rock progresivo. Puede decirse que la diferencia está en la base de las composiciones: mientras en el disco homónimo, todo se construía a partir de la guitarra explosiva de Héctor Starc, en Candiles predomina la sutileza y variedad de efectos de los teclados de González Neira. Igualmente, Candiles contiene grandes jams de guitarra, especialmente en el instrumental Patos Trastornados. En los momentos más melódicos, la banda trata de dejar la experimentación y crear canciones, con una notable influencia de Almendra primera banda en la que participaron Emilio del Guercio y Rodolfo García. Los arreglos vocales a múltiples voces y la inclusión de la flauta en Cuentos Tristes trae a la mente la canción Figuración, también obra de Del Guercio.
El arte de tapa reproduce parte de una de las 14 "pinturas negras" de Goya, que tiene también otra obra denominada "El aquelarre".

## Lista de canciones
| N.º   | Título                 | Duración |  |
| 1.    | «Cruzando la calle»    | 6:16     |  |
| 2.    | «Soplo nuestro»        | 4:36     |  |
| 3.    | «Hermana vereda»       | 3:43     |  |
| 4.    | «Cuentos tristes»      | 3:37     |  |
| 5.    | «Miren a este imbécil» | 5:38     |  |
| 6.    | «Patos trastornados»   | 6:23     |  |
| 7.    | «Iluminen la tierra»   | 8:24     |  |
| 38:37 |                        |          |  |

## Personal
- Emilio del Guercio: Bajo; Voz; Guitarra acústica en "Hermana Vereda", "Miren A Este Imbécil"; Flauta en "Cuentos Tristes"; Coros en "Iluminen La Tierra".

- Rodolfo García: Batería, Percusión en "Soplo Nuestro", "Hermana Vereda"; Coros en "Soplo Nuestro", "Cuentos Tristes", "Iluminen La Tierra"; Voz en "Miren A Este Imbécil".

- Héctor Starc: Guitarra eléctrica, Guitarra acústica en "Cuentos Tristes"; Guitarra Hawaiana en "Iluminen La Tierra", "Cruzando La Calle".

- Hugo González Neira: Piano; Pianet Hohner, Clavinet Hohner, Organo Hammond, Voz en "Cruzando La Calle", Coros en "Soplo Nuestro", "Cuentos Tristes".